# Lund-Hasslanda flygfält
Hasslanda flygfält låg 2,5 km sydost om Lunds centrum, vid Stora Råby gård. 
Fältet anlades 1964 och har använts främst för privatflyg, men också i viss utsträckning för tjänsteresor.
Hasslanda flygfält lades ner på grund av en utbyggnad av Sydöstra vägen som sträcker sig över före detta rullbanans södra del. På flygplatsområdet etableras ett nytt industriområde. Nedläggningen skulle enligt planeringen ha genomförts 2007, men blev inte av förrän 2009. Hasslanda, som anlades 1964,  har därmed existerat i 46 år. Den internationella civilluftfartsorganisationen (ICAO) flygplatskod för Hasslanda var ESMN.

## Se även

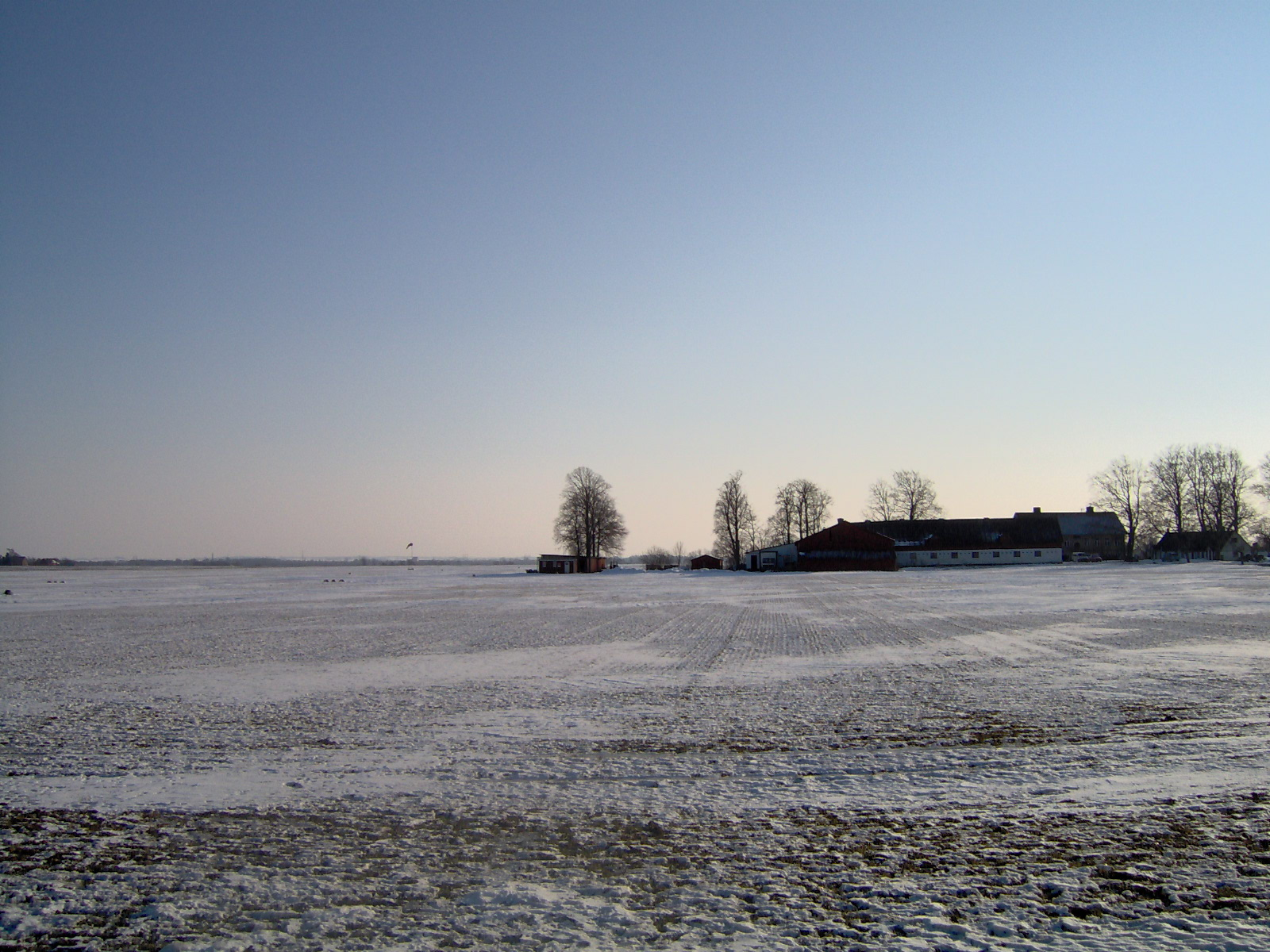
Hasslanda flygfält på vintern.